# Skokochron

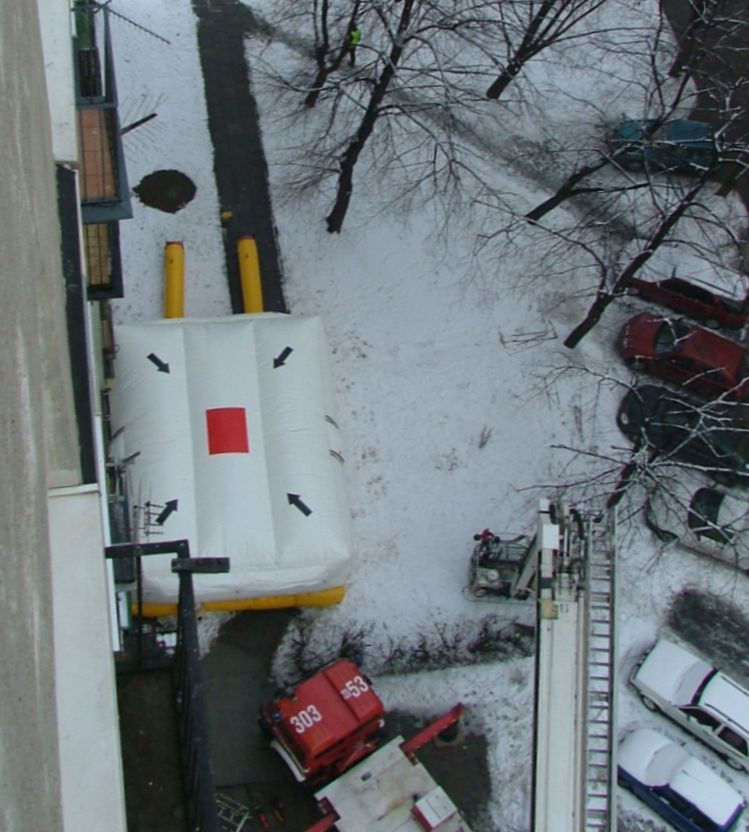
Skokochron

Skokochron – sprzęt ratowniczy amortyzujący skok i zabezpieczający przed obrażeniami ludzi wyskakujących z pięter zagrożonych budynków. Zazwyczaj występuje w postaci poduszki napełnianej powietrzem.
Ekipy ratownicze często stosują skokochron jako ostatnią szansę ratunku, szczególnie w sytuacji, gdy jest niewiele czasu na przeprowadzenie ewakuacji lub drabina pożarnicza nie może dotrzeć do miejsca akcji ratowniczej.
Obecnie opracowywanie wzorów powierzchni zeskoku skokochronów odbywa przy współudziale psychologów, dzięki czemu najnowsze modele skokochronów na powierzchni zeskoku mają niebiesko-białe koła, gdyż badania udowodniły, że symbol ten pomaga przemóc paraliżujący strach przed skokiem ze znacznej wysokości. Centralne miejsce zeskoku jest zaznaczane wyraźnym kolorem, zazwyczaj czarnym lub czerwonym (w przypadku białej powierzchni zeskoku) bądź białym (w przypadku niebieskiej powierzchni zeskoku). Ściany boczne są jaskrawe, zazwyczaj neonowo-żółte by zapewnić bezpieczeństwo użytkowania podczas akcji ratowniczych w każdych warunkach - dzięki nim skokochron jest doskonale widoczny w nocy lub w utrudnionych warunkach pogodowych.
Do sprawienia skokochronu zazwyczaj potrzebne są tylko dwie osoby (lub cztery jeżeli skokochron jest większych rozmiarów). Sam czas sprawiania jest natomiast stosunkowo bardzo krótki, gdyż przy średnich rozmiarów skokochronie (o wymiarach 450×450×240) wynosi około 50 sekund. Powłoka skokochronów wykonana jest z niepalnego tworzywa, wysoce odpornego na wszelkiego rodzaju uszkodzenia mechaniczne, przede wszystkim rozdarcia. 
Skokochrony dużych rozmiarów (o powierzchni pow. 45 m²), w odróżnieniu od standardowych skokochronów, napełniane są za pomocą dwóch niezależnych wentylatorów, dzięki czemu ich rozłożenie zajmuje o wiele mniej czasu niż w przypadku jednego wentylatora (od 70 do 110 sekund). Ogromna powierzchnia zeskoku pozwala na skok nawet z wysokości 60 metrów. Nowoczesne skokochrony posiadają zaawansowany system podwójnych komór powietrznych, który optymalnie opóźnia uderzenie, a innowacyjny system wyrównywania ciśnienia umożliwia w bardzo krótkim czasie oddanie kolejnego skoku - już po upływanie minimum 20 sekund. Podłogę skokochronów wykonuje się w technologii bezszwowej, z odpornego materiału o przedłużonej żywotności, co zapobiega uszkodzeniom na skutek tarcia.

## Zastosowanie
- ewakuacja z wyższych kondygnacji
- pożary w budynkach
- wypadki w wysokich budynkach
- sytuacje, gdy dostęp wozu specjalnego-drabiny do miejsca akcji jest utrudniony

### Ograniczenia
- zakres temperatur użytkowania wynosi od -20 °C do +50 °C
- powierzchnia, na której sprawiany jest skokochron musi być w miarę płaska
- stosunkowo duże rozmiary (przynajmniej 3×3 metry)

## Skład zestawu
W skład zestawu zazwyczaj wchodzą następujące przedmioty:
- stalowa butla na sprężone powietrze (6l/300bar lub 9l/300bar)
- adapter podciśnieniowy do opróżniania skokochronu
- manometr testowy do kontroli skoku
- osłona zaworu butli

Opcjonalnie:
- wentylator (dla skokochronów dużych rozmiarów)